# Eurytoma chaitra
Eurytoma chaitra är en stekelart som beskrevs av T.C. Narendran 1994. Eurytoma chaitra ingår i släktet Eurytoma och familjen kragglanssteklar. Inga underarter finns listade i Catalogue of Life.